# 4438 Sykes
4438 Sykes eller 1983 WR är en asteroid i huvudbältet som upptäcktes den 29 november 1983 av den amerikanske astronomen Edward L.G. Bowell vid Anderson Mesa Station. Den är uppkallad efter Mark V. Sykes.
Asteroiden har en diameter på ungefär 26 kilometer.